# QF 6 pounder 6 cwt Hotchkiss
Ne doit pas être confondu avec Canon de 57 mm Hotchkiss.
Le canon Ordnance QF 6 pounder 6 cwt Hotchkiss Mk 1 and Mk 2 est une version raccourcie du canon QF 6 pounder Hotchkiss original, et a été développé spécifiquement pour une utilisation dans les casemates des dernières versions des chars britanniques de la Première Guerre mondiale, à partir de Mark IV.

## Histoire

### Première Guerre mondiale

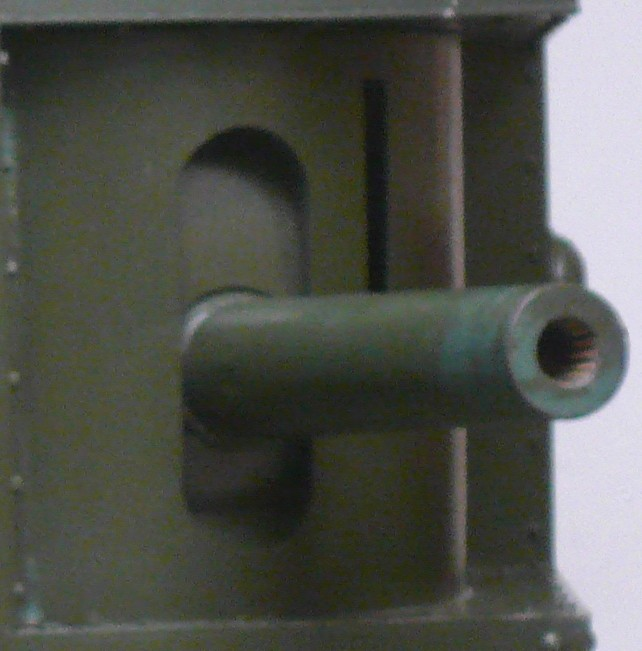
Gros plan d'un canon QF 6 pounder 6 cwt Hotchkiss Mk I d'un char Mk V à l'Imperial War Museum de Londres

Le canon de marine original le QF 6 pounder s'était avéré trop long pour être utilisé dans les chars lourds britanniques de l’époque, avec des canons montés dans des casemates latérales plutôt que dans une tourelle sur le dessus comme sur les chars modernes. Les bouches des canons longs creusaient parfois la boue ou frappaient des obstacles lorsque le véhicule les franchisait tranchées. Le 6 pounder 6 cwt Mk I raccourci a été introduit en janvier 1917 sur le char Mark IV, et peut être considéré comme le premier canon de char spécialisé au monde.
Le canon plus court réduit la vitesse initiale du projectile, mais comme les canons de chars durant la Première Guerre mondiale étaient utilisées contre des cibles non ou très légèrement blindées t tels que des nids de mitrailleuses et de pièces d'artillerie à des distances relativement courtes de quelques centaines de mètres, ce n'était pas un inconvénient majeur.

### Seconde Guerre mondiale

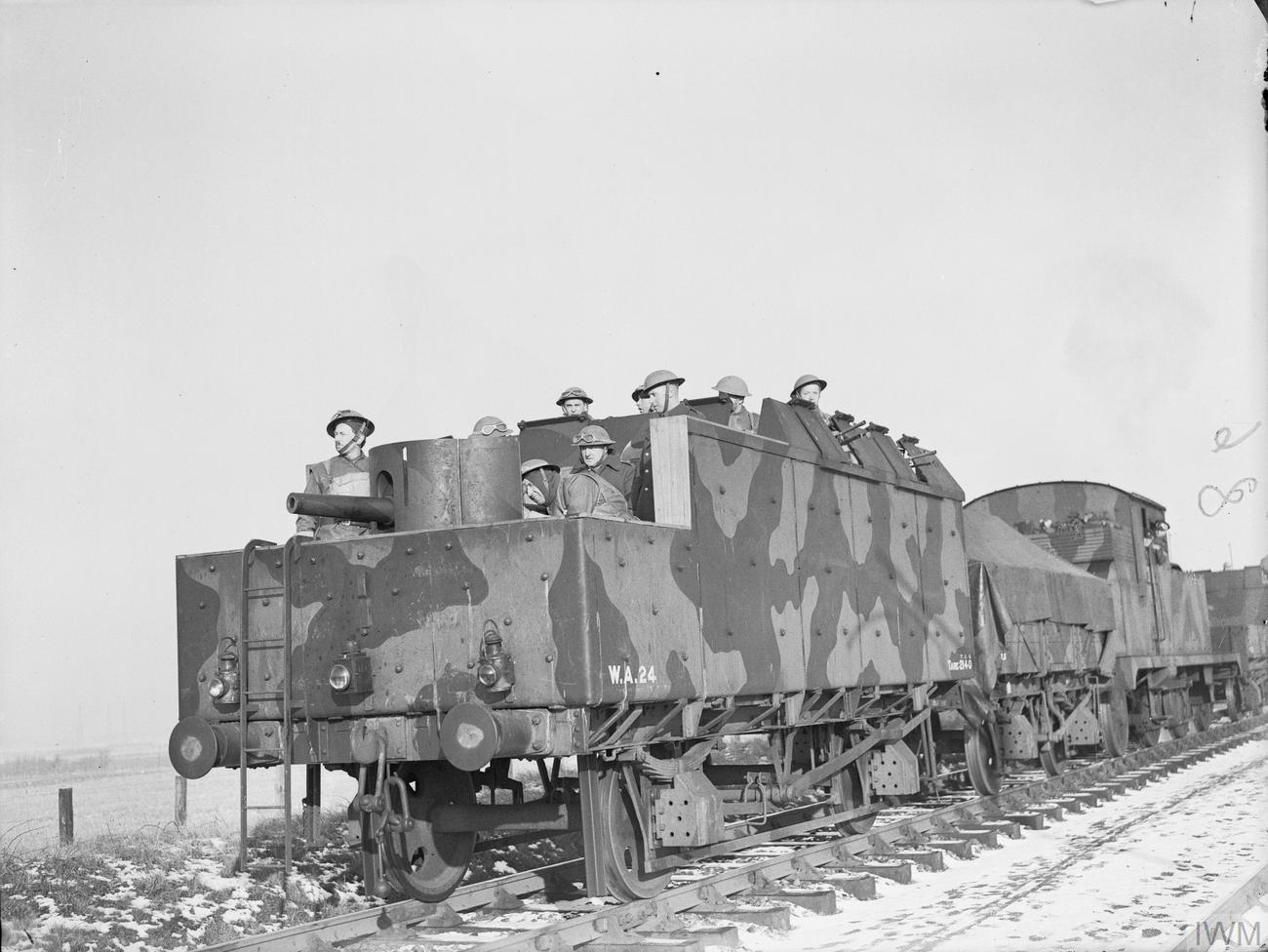
Soldats polonais sur un train blindé équipé du canon QF 6 pounder 6 cwt Hotchkiss. Son montage est identique à celui des chars, à l'extrémité du train. Écosse, février 1941

Les troupes polonaises qui tenaient un train blindé avec un canon de 6 livres dans son réservoir d'origine de montage à la fin. (de quoi ???) 
Le canon a été réutilisé pendant la Seconde Guerre mondiale, monté sur les 12 trains blindés opérant au Royaume-Uni. De même que sur le char, son canon court était un avantage, lui évitant de toucher les structures ferroviaires situées sur les côtés de la voie, ainsi que les ponts (Les derniers trains blindés britanniques (en Écosse) ont été déclassés en 1944).
Le canon Mk II a été développé en même temps. il dispose d'un canon fretté.

## Source
- (en) Cet article est partiellement ou en totalité issu de l’article de Wikipédia en anglais intitulé « QF 6 pounder 6 cwt Hotchkiss » (voir la liste des auteurs).